# Saelele
Saelele es una comuna ubicada en el distrito de Teleorman, Rumania.

## Superficie
Posee una superficie de 31,28 kilómetros cuadrados.

## Demografía
Hasta 2021 la población era de 1901 habitantes, con una densidad de población de 60,77 habitantes por kilómetro cuadrado.